# Barrage Morrow Point
Le barrage Morrow Point (en anglais : Morrow Point Dam) est un barrage américain dans le comté de Montrose, au Colorado. Ce barrage voûte sur le cours de la Gunnison est à l'origine du réservoir Morrow Point. Il est protégé au sein de la Curecanti National Recreation Area.